# Акуленко Володимир Євтихієвич
Володимир Євтихієвич Акуленко (нар. 24 січня 1922 — пом.27 жовтня 1944) — радянський військовий льотчик, Герой Радянського Союзу (1945). У роки Німецько-радянської війни командир штурмової авіаційної ескадрильї 955-го штурмового авіаційного полку 305-ї штурмової авіаційної дивізії 14-ї повітряної армії 3-го Прибалтійського фронту, старший лейтенант.

## Біографія
Народився в 1922 році в селі Бучки нині Новгород-Сіверського району Чернігівської області у селянській родині. Українець. Закінчив середню школу.
У РСЧА з 1940 року. В 1941 році закінчив Ворошиловградську військово-авіаційну школу пілотів. Служив льотчиком-інструктором в Краснодарському військово-авіаційному училищі.
На фронтах німецько-радянської війни з січня 1943 року. Воював на Південно-Західному, 3-му Українському і 3-му Прибалтійському фронтах.
До вересня 1944 року командир ескадрильї 955-го штурмового авіаційного полку старший лейтенант В. Є. Акуленко на літаку Іл-2 здійснив 104 бойових вильоти, знищив 6 танків, 4 літаки, 8 гармат, 30 автомашин, 8 залізничних вагонів, паровоз, підірвав 3 склади з боєприпасами, завдав противнику великих втрат у живій силі. Близько 6-и разів брав участь у повітряних боях, тричі був збитий, але повертався до своєї частини.
27 жовтня 1944 Володимир Евтихиевич Акуленко загинув при виконанні чергового бойового завдання. Похований у місті Єлгава (Латвія).

## Звання та нагороди
23 лютого 1945 року В. Є. Акуленку присвоєно звання Героя Радянського Союзу.
Також нагороджений:
- орденом Леніна
- 2-ма орденами Червоного Прапора.
- 2-ма орденами Вітчизняної війни 1 ступеня
- орденом Вітчизняної війни 2 ступеня
- орденом Червоної Зірки
- медалями

## Вшанування пам'яті
- Ім'ям героя носять вулиці у Новгород-Сіверському та школа у селі Бучки.